# Antarctische draakvissen
Antarctische draakvissen (Bathydraconidae) zijn een familie van straalvinnige vissen uit de orde van baarsachtigen (Perciformes). De wetenschappelijke naam van de groep werd voor het eerst voorgesteld door Charles Tate Regan in 1913. 

## Geslachten
De familie wordt verdeeld in de volgende geslachten, met de auteur en publicatiedatum:
- Acanthodraco Skóra, 1995
- Akarotaxis H. H. DeWitt & Hureau, 1980
- Bathydraco Günther, 1878
- Cygnodraco Waite, 1916
- Gerlachea Dollo, 1900
- Gymnodraco Boulenger, 1902
- Parachaenichthys Boulenger, 1902
- Prionodraco Regan, 1914
- Psilodraco Norman, 1937
- Racovitzia Dollo, 1900
- Vomeridens H. H. DeWitt & Hureau, 1979